# Monterrey Open 2022 - Qualificazioni singolare
Le qualificazioni del singolare del Monterrey Open 2022 sono un torneo di tennis preliminare per accedere alla fase finale della manifestazione. Le vincitrici dell'ultimo turno sono entrate di diritto nel tabellone principale. In caso di ritiro di una o più giocatrici aventi diritto a queste sono subentrate le lucky loser, ossia le giocatrici che hanno perso nell'ultimo turno ma che avevano una classifica più alta rispetto alle altre partecipanti che avevano comunque perso nel turno finale.

## Teste di serie
1. Diane Parry (qualificata)
2. Harmony Tan (qualificata)
3. Viktoriya Tomova (qualificata)
4. Kamilla Rachimova (spostata nel tabellone principale)
5. Dalma Gálfi (qualificata)
6. Lucia Bronzetti (ultimo turno, lucky loser)

1. Jule Niemeier (qualificata)
2. Hailey Baptiste (ultimo turno)
3. Viktória Kužmová (primo turno, ritirata)
4. Rebeka Masarova (primo turno)
5. Sara Errani (qualificata)
6. Christina McHale (primo turno)

## Qualificate
1. Diane Parry
2. Harmony Tan
3. Viktoriya Tomova

1. Jule Niemeier
2. Dalma Gálfi
3. Sara Errani

### Lucky loser
1. Lucia Bronzetti

1. Seone Mendez

## Tabellone

### Legenda
| - Q = Qualificato - WC = Wild card - LL = Lucky loser | - ALT = Alternate - SE = Special Exempt - PR = Protected Ranking | - w/o = Walkover - r = Ritirato - d = Squalificato |

### Sezione 1
|  | Primo turno | Primo turno            | Primo turno | Primo turno | Primo turno |  |  | Ultimo turno | Ultimo turno    | Ultimo turno    | Ultimo turno | Ultimo turno |  |
|  |             |                        |             |             |             |  |  |              |                 |                 |              |              |  |
|  | 1           | Diane Parry            | 6           | 3           | 6           |  |  |              |                 |                 |              |              |  |
|  |             | Vol'ha Havarcova       | 3           | 6           | 2           |  |  | 1            | Diane Parry     | Diane Parry     | 6            | 6            |  |
|  | WC          | María Portillo Ramírez | 4           | 6           | 3           |  |  | 8            | Hailey Baptiste | Hailey Baptiste | 2            | 1            |  |
|  | 8           | Hailey Baptiste        | 6           | 2           | 6           |  |  |              |                 |                 |              |              |  |

### Sezione 2
|  | Primo turno | Primo turno     | Primo turno | Primo turno | Primo turno |  |  | Ultimo turno | Ultimo turno | Ultimo turno | Ultimo turno | Ultimo turno |  |
|  |             |                 |             |             |             |  |  |              |              |              |              |              |  |
|  | 2           | Harmony Tan     | Harmony Tan | 6           | 6           |  |  |              |              |              |              |              |  |
|  |             | Nao Hibino      | Nao Hibino  | 3           | 1           |  |  | 2            | Harmony Tan  | Harmony Tan  | 6            | 7            |  |
|  | Alt         | Seone Mendez    | 6           | 3           | 6           |  |  | Alt          | Seone Mendez | Seone Mendez | 3            | 5            |  |
|  | 10          | Rebeka Masarova | 4           | 6           | 0           |  |  |              |              |              |              |              |  |

### Sezione 3
|  | Primo turno | Primo turno        | Primo turno        | Primo turno | Primo turno |  |  | Ultimo turno | Ultimo turno       | Ultimo turno       | Ultimo turno | Ultimo turno |  |
|  |             |                    |                    |             |             |  |  |              |                    |                    |              |              |  |
|  | 3           | Viktorija Tomova   | Viktorija Tomova   | 7           | 6           |  |  |              |                    |                    |              |              |  |
|  |             | Yuan Yue           | Yuan Yue           | 63          | 2           |  |  | 3            | Viktorija Tomova   | Viktorija Tomova   | 6            | 6            |  |
|  | WC          | Fernanda Contreras | Fernanda Contreras | 6           | 6           |  |  | WC           | Fernanda Contreras | Fernanda Contreras | 1            | 4            |  |
|  | 12          | Christina McHale   | Christina McHale   | 3           | 4           |  |  |              |                    |                    |              |              |  |

### Sezione 4
|  | Primo turno | Primo turno        | Primo turno        | Primo turno | Primo turno |  |  | Ultimo turno | Ultimo turno       | Ultimo turno       | Ultimo turno | Ultimo turno |  |
|  |             |                    |                    |             |             |  |  |              |                    |                    |              |              |  |
|  | Alt         | Catherine Harrison | Catherine Harrison | 6           | 7           |  |  |              |                    |                    |              |              |  |
|  |             | Storm Sanders      | Storm Sanders      | 4           | 62          |  |  | Alt          | Catherine Harrison | Catherine Harrison | 3            | 3            |  |
|  | WC          | Bianca Fernandez   | Bianca Fernandez   | 3           | 2           |  |  | 7            | Jule Niemeier      | Jule Niemeier      | 6            | 6            |  |
|  | 7           | Jule Niemeier      | Jule Niemeier      | 6           | 6           |  |  |              |                    |                    |              |              |  |

### Sezione 5
|  | Primo turno | Primo turno                 | Primo turno                 | Primo turno | Primo turno |  |  | Ultimo turno | Ultimo turno                | Ultimo turno                | Ultimo turno | Ultimo turno |  |
|  |             |                             |                             |             |             |  |  |              |                             |                             |              |              |  |
|  | 5           | Dalma Gálfi                 | Dalma Gálfi                 | 6           | 6           |  |  |              |                             |                             |              |              |  |
|  |             | Paula Ormaechea             | Paula Ormaechea             | 3           | 0           |  |  | 5            | Dalma Gálfi                 | Dalma Gálfi                 | 6            | 0            |  |
|  | WC          | Victoria Jiménez Kasintseva | Victoria Jiménez Kasintseva | 6           | 2           |  |  | WC           | Victoria Jiménez Kasintseva | Victoria Jiménez Kasintseva | 1            | 0r           |  |
|  | 9           | Viktória Kužmová            | Viktória Kužmová            | 4           | 1r          |  |  |              |                             |                             |              |              |  |

### Sezione 6
|  | Primo turno | Primo turno     | Primo turno | Primo turno | Primo turno |  |  | Ultimo turno | Ultimo turno    | Ultimo turno    | Ultimo turno | Ultimo turno |  |
|  |             |                 |             |             |             |  |  |              |                 |                 |              |              |  |
|  | 6           | Lucia Bronzetti | 4           | 6           | 6           |  |  |              |                 |                 |              |              |  |
|  |             | Laura Pigossi   | 6           | 4           | 3           |  |  | 6            | Lucia Bronzetti | Lucia Bronzetti | 3            | 1            |  |
|  |             | Caty McNally    | 4           | 7           | 1           |  |  | 11           | Sara Errani     | Sara Errani     | 6            | 6            |  |
|  | 11          | Sara Errani     | 6           | 62          | 6           |  |  |              |                 |                 |              |              |  |